# Чекаль Леонід Андрійович
Леонід Андрійович Чекаль (5 травня 1953 — 13 квітня 2018, Київ) — український філософ науки, педагог. Кандидат філософських наук (1981), професор. Послідовник «Київської світоглядно-гносеологічної школи», дослідник соціальної філософії, філософії екології, діалектики і методології пізнання.
Протягом 40 років — науковий співробітник та педагог Національного університету біоресурсів і природокористування України (Української сільськогосподарської академії, Національного аграрного університету; 1978—2018), з яких 18 років — завідувач кафедри філософії, її реформатор. Автор понад 200 наукових робіт, учень професора Валентина Ключникова.

## Життєпис
Народився 5 травня 1953 року. У 1975 році закінчив філософський факультет Київського державного університету імені Тараса Шевченка, через три роки — аспірантуру при ньому.
З 1978 року — викладач, пізніше — доцент та професор кафедри філософії Української сільськогосподарської академії, пізніше перейменованої на Національний аграрний університет та Національний університет біоресурсів і природокористування України (НАУ, НУБіП). Учень професора Валентина Ключникова.

Могила Леоніда Чекаля, Байкове кладовище

У 1981 році здобув науковий ступінь кандидата філософських наук, захистивши дисертацію на тему «Ленинский анализ „новейшей революции в естествознании“ и развитие физики в ХХ веке».
З 2000 року — завідувач кафедри філософії НАУ, її реформатор. На трьох факультетах університету (інженерії агробіосистем, конструювання та дизайну, аграрного менеджменту) викладав дисципліни «Філософія», «Філософія науки та інноваційного розвитку».
Працював до останнього дня життя. Раптово помер менше ніж за місяць до 65-го дня народження, 13 квітня 2018 року. Був кремований, прах похований у колумбарії Байкового кладовища (50°24′55.3″ пн. ш. 30°30′16.98″ сх. д. / 50.415361° пн. ш. 30.5047167° сх. д.).

## Наукова діяльність
Автор понад 200 наукових робіт. Науковий керівник близько 15 кандидатів наук. Серед учнів Леоніда Чекаля — доктори та кандидати наук Тетяна Кичкирук, Інна Савицька, Валентина Культенко, Світлана Гейко тощо.
Дослідник соціальної філософії, філософії науки та екології, діалектики і методології пізнання. Засновник та керівник наукової школи «Актуальні проблеми філософії науки та інноваційного розвитку в системі сучасної освіти». Як послідовник «Київської світоглядно-гносеологічної школи», своїм науковим доробком брав активну участь у її розвитку.
Кандидат філософських наук Сергій Капустін писав про професора Чекаля, як про продовжувача «гуманістичної, людиноцентричної лінії саме в дискурсі взаємозалежності та взаємовизначеності світоглядно-філософської та освітньо-педагогічної проблематики».

## Науковий доробок (частковий)
- Ленинский анализ «новейшей революции в естествознании» и развитие физики в ХХ веке: диссертация кандидата философских наук : 09.00.08. — Киев, 1981. — 170 с.
- Філософський практикум: навч. метод. посібник / Л. А. Чекаль, А. М. Черній. — К. : Аграрна наука, 1998. — 200 с.
- Філософія: навч.посібник для студ. і аспірантів вищ. навч. закладів / Є. М. Причепій, Л. А. Чекаль [и др.]. — К. : Аграрна наука, 2000. — 504 с.
- Філософія: посібник / Є. М. Причепій, Л. А. Чекаль [и др.]. — К. : ВЦ «Академія», 2001. — 575 с.
- Філософія: підручник / Є. М. Причепій, Л. А. Чекаль [и др.]. — 2.вид., виправ., доп. — К. : Академвидав, 2005. — 592 с.
- Філософія: підручник / Є. М. Причепій, Л. А. Чекаль [и др.]. — вид. 2-ге, виправ., доп. — К. : Академвидав, 2008. — 592 с.
- Філософія: підручник / Є. М. Причепій, Л. А. Чекаль [и др.]. — Вид. 3-тє, стер. — К. : Академвидав, 2009. — 592 с.
- Філософія науки та інноваційного розвитку: [навч. посіб.] / [Чекаль Л. А. та ін.] ; за наук. ред. проф. Л. А. Чекаля. — К. ; [Ніжин]: [Лисенко М. М.], 2011. — 327 с.
- Особливості соціальної роботи з молоддю аграрних регіонів: соціальний захист та формування ціннісних орієнтацій: колект. моногр. / Чекаль Л. А. [та ін.] ; Нац. ун-т біоресурсів і природокористування України. — К. ; Ніжин: Лисенко М. М. [вид.], 2012. — 307 с.
- Особливості формування соціокультурних цінностей молоді аграрних регіонів: колект. монографія / Чекаль Л. А. [та ін.] ; Нац. ун-т біоресурсів і природокористування України. — Київ ; Ніжин: Лисенко М. М. [вид.], 2013. — 191 с.
- Сучасна трансформація змісту суб'єкт-об'єктного відношення у світлі новітніх науково-природничих дискурсів / Л. А. Чекаль // Науковий вісник Національного університету біоресурсів і природокористування України. Серія: Гуманітарні студії. — 2014. — Вип. 203(2). — С. 84-90.

## Нагороди
- почесна грамота Міністерства освіти і науки України
- почесна грамота Кабінету Міністрів України
- «Заслужений науково-педагогічний працівник НУБіП України»[8]